# Jason Gilbert Hayden Londt
Jason Gilbert Hayden Londt, född 1 april 1943 i Johannesburg, död 18 april 2025, var en sydafrikansk entomolog.
Auktorsnamnet Londt kan användas för Jason Gilbert Hayden Londt i samband med ett vetenskapligt namn inom zoologin; se Wikipedia-artiklar som länkar till auktorsnamnet.